# Crivitz (Wisconsin)
Pour les articles homonymes, voir Crivitz.
Crivitz est un village du comté de Marinette, dans l'État du Wisconsin, aux États-Unis. En 2020, il comptait une population de 1 093 habitants.